# Norrtjärnen (Trönö socken, Hälsingland)
Norrtjärnen är en sjö i Söderhamns kommun i Hälsingland och ingår i Norralaåns huvudavrinningsområde. Sjön har en area på 0,0812 kvadratkilometer och ligger 60 meter över havet.

## Delavrinningsområde
Norrtjärnen ingår i det delavrinningsområde (680912-155727) som SMHI kallar för Ovan Flysån. Medelhöjden är 65 meter över havet och ytan är 19,13 kvadratkilometer. Räknas de 30 avrinningsområdena uppströms in blir den ackumulerade arean 155,83 kvadratkilometer. Avrinningsområdets utflöde Norralaån (Trönöån) mynnar i havet. Avrinningsområdet består mestadels av skog (62 procent) och jordbruk (18 procent). Avrinningsområdet har 0,49 kvadratkilometer vattenytor vilket ger det en sjöprocent på 2,6 procent.